# 傑克·保羅
杰克·约瑟夫·保罗 （Jake Joseph Paul，1997年1月17日—）為美國演員、網絡名人和職業拳擊手，其活躍於影視流動應用程式Vine及Youtube。保罗在迪士尼頻道的喜剧系列《Bizaardvark》飾演Dirk Mann。其兄為演員、網絡名人、前職業拳擊手和現役WWE摔角手：罗根·保罗。

## 视频创作者生涯
保羅從2013年在流動應用程式Vine展开他的职业生涯。在2015年，宣布傑克会在迪士尼频道的新情景喜剧Bizaardvark主演Dirk，與奧莉維亞·羅德里戈和Madison Hu同台演出。 在2016年，他已經在各種的独立電影中亮相。在2017年1月17日，保罗用1百万美元发起了TeamDom——一家影響營銷管理和創意機構，以協助青少年娛樂圈發展。其投資者包括丹華資本、Horizons Alpha、Vayner Capital、Sound Ventures＆A-Grade Investments和Adam Zeplain。

## 爭議

### 闖入白宮
在2017年1月5日，保羅在白宮參加了社交媒體活動之後就躲在华盛顿特区艾森豪威尔执行办公室的浴室裡。 保羅成功地在浴室裡待了幾個小時，直到隔天清晨離開時都沒有被發現。保羅把整個過程都拍攝起來，並上傳到他的YouTube頻道。 美国特勤局秘密尋找保羅並在洛杉矶找到他，后来歸類他為不含威脅，但其實那是一場玩笑，那些探員是他的哥哥羅根·保羅請來捉弄他的。

### FBI突擊搜查
2020年8月5日，傑克·保羅在卡拉巴薩斯的豪宅被聯邦調查局（FBI）突擊搜查。

## 戲劇作品
| 年份     | 節目         | 飾演   | 備註           |
| -------- | ------------ | ------ | -------------- |
| 2016至今 | Bizaardvark  | 德克   | 主角           |
| 2016     | 走的恶作剧   | 他自己 | 特殊的客人     |
| 2017     | 价格是正确的 | 他自己 | 特殊的客人模型 |

| 年   | 标题                  | 作用   | 備註     |
| ---- | --------------------- | ------ | -------- |
| 2016 | 舞蹈的营地 Dance Camp | Lance  |          |
| 2016 | 单                    | 杜根   | 客串角色 |
| 2016 | The Monroes           | 康拉德 |          |
| 2016 | 飞行模式              | 他自己 | 主要演员 |

## 唱片

### 主唱歌曲
| "It's Everyday Bro" (與团队10合作) | 2017 | — | Non-album single |
| "—"表示沒有派往該区域。            |      |   |                  |

## 拳擊生涯

### 傑克·保羅 vs 迈克·泰森
2024年11月15日，27歲的傑克·保羅將會與58歲的退役拳王麥克·泰森進行一場拳擊比賽。此次比賽是由Netflix贊助，將在德克薩斯州阿靈頓的AT&T體育場進行，並將在該平台上直播，獎金高達4000萬美元。此場拳賽是拳擊史上雙方年齡差別最大的賽事之一。裁判最終一致決定由保羅勝出。

## 備註
1. ↑  "It's Everyday Bro" did not enter the Billboard Hot 100, but peaked at number 2 on the Bubbling Under Hot 100 Singles chart.

## 进一步阅读
- Wagmeister, Elizabeth. . March 9, 2016  [July 8, 2016]. （原始内容存档于2016-07-06）.
- Dawidziak, Mark. . June 18, 2016  [July 8, 2016]. （原始内容存档于2017-08-01）.
- Stanley, T.L. . January 24, 2016  [July 8, 2016]. （原始内容存档于2017-01-28）.
- Bentley, Rick. . July 4, 2016  [July 8, 2016]. （原始内容存档于2018-08-19）.

## 外部連結
- 官方网站
- 傑克·保羅在互联网电影资料库（IMDb）上的資料（英文）